# Yleisradio
 Der er for få eller ingen kildehenvisninger i denne artikel, hvilket er et problem. Du kan hjælpe ved at angive troværdige kilder til de påstande, som fremføres i artiklen.

Yleisradio Oy (forkortet Yle) er en finsk public service-medievirksomhed, der blev etableret i 1926. Hovedsædet er beliggende i Helsinki. Størstedelen af Yles virksomhed er finansieres via YLE skatten siden 2013, hvor det tidligere var gennem licens. Virksomheden beskæftiger 3.200 ansatte og omsatte i 2007 for 385,4 mio. euro.
Yle driver på nationalt plan fem tv-kanaler og 13 radiokanaler samt 25 regionale radiostationer. Dertil kommer aktiviteter indenfor både radio og tv, der henvender sig til landets svensktalende mindretal.
Selv om Yleisradio fra begyndelsen ikke kunne modtages over hele landet, regnes 29. maj 1926 som 'fødselsdatoen' for finsk radio. Først i 1928 kunne programmerne modtages over hele landet, og i begyndelsen af 1930'erne havde 100.000 husstande adgang til Yles udsendelser. De første tv-tests fandt sted i 1957, og i de følgende år begyndte man at sende regelmæssige tv-udsendleser under navnet Suomen Televisio. Yle sendte alle udsendelserne i farver fra 1969. Siden 2007 har programmerne været sendt digitalt.
Yle var sammen med DR blandt grundlæggerne af European Broadcasting Union i 1950.